# Schwarzwald bei Wüstensachsen

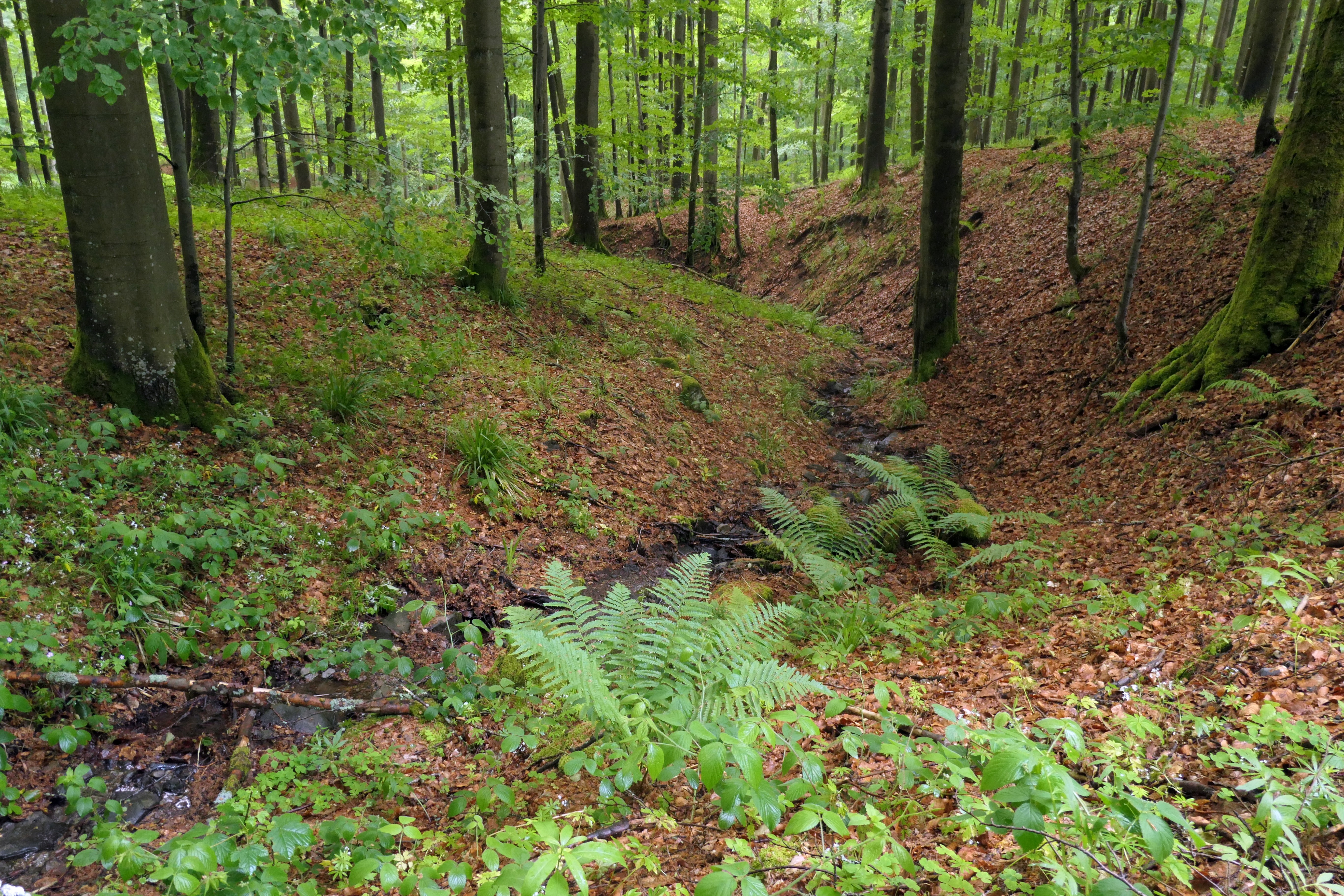
NSG Schwarzwald bei Wüstensachsen (2023)

Das Naturschutzgebiet Schwarzwald bei Wüstensachsen liegt auf dem Gebiet der Gemeinde Ehrenberg (Rhön) im Landkreis Fulda in Hessen.
Das etwa 98 ha große Gebiet, das im Jahr 1986 unter der Kennung 1631018 unter Naturschutz gestellt wurde, erstreckt sich südlich des Ehrenberger Ortsteils Wüstensachsen entlang der am westlichen Rand verlaufenden B 278. Am nordöstlichen Rand fließt die Ulster, östlich verläuft die Landesstraße L 3395. Östlich, südöstlich und südlich des Gebietes verläuft die Landesgrenze zu Bayern.

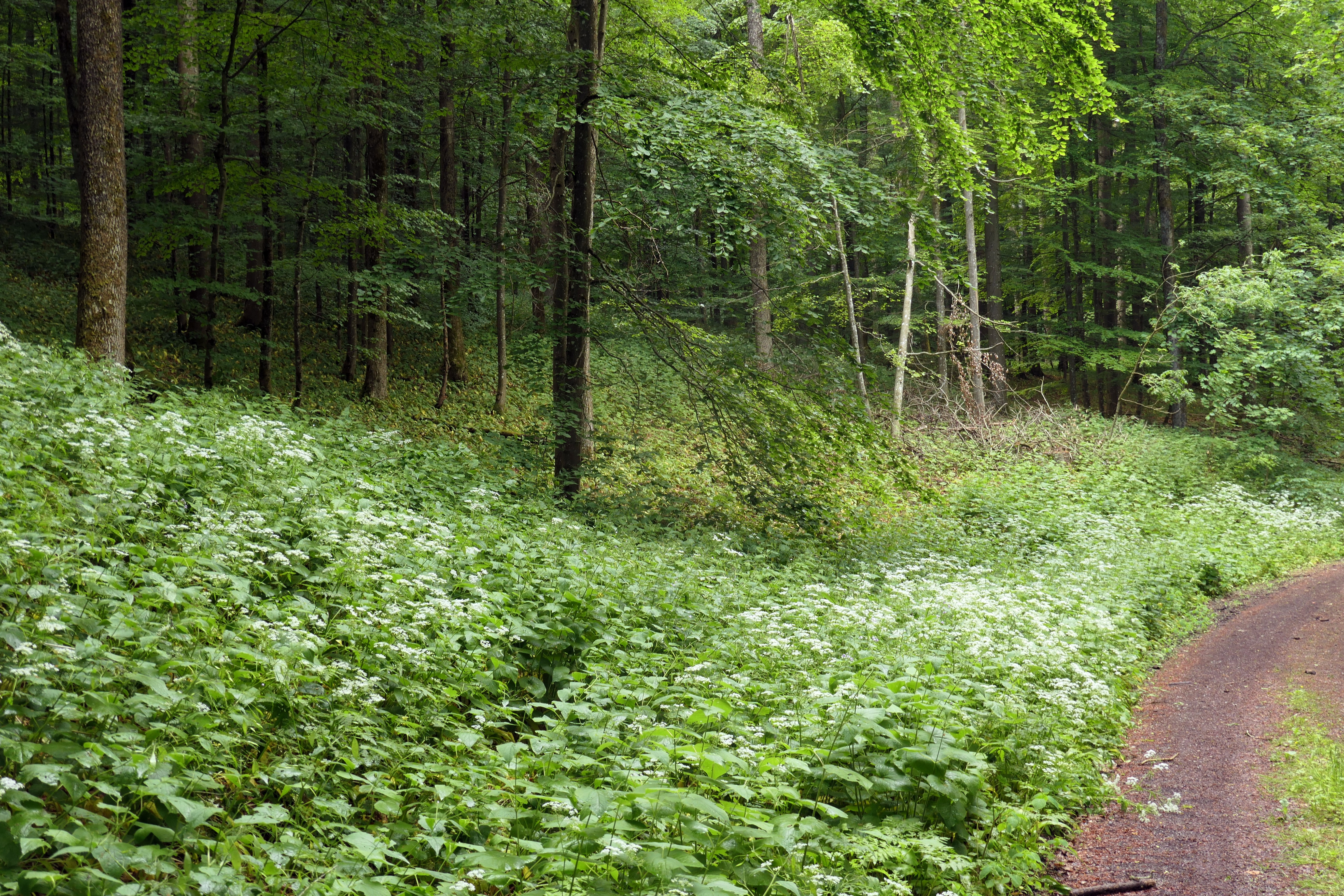
Auf der Lichtung wächst Ausdauerndes Silberblatt und Glanz-Kerbel
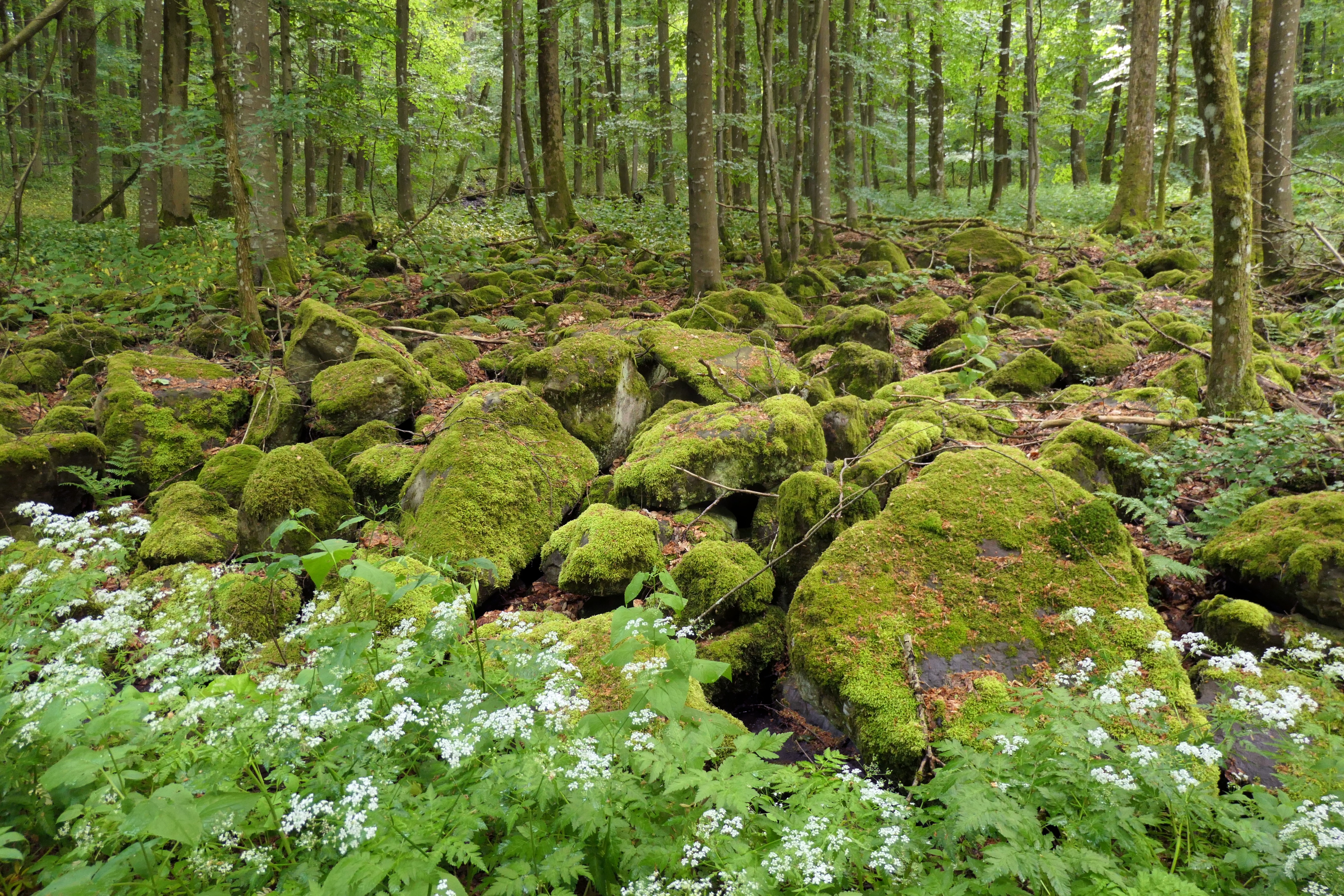
Blockhalde und Glanz-Kerbel
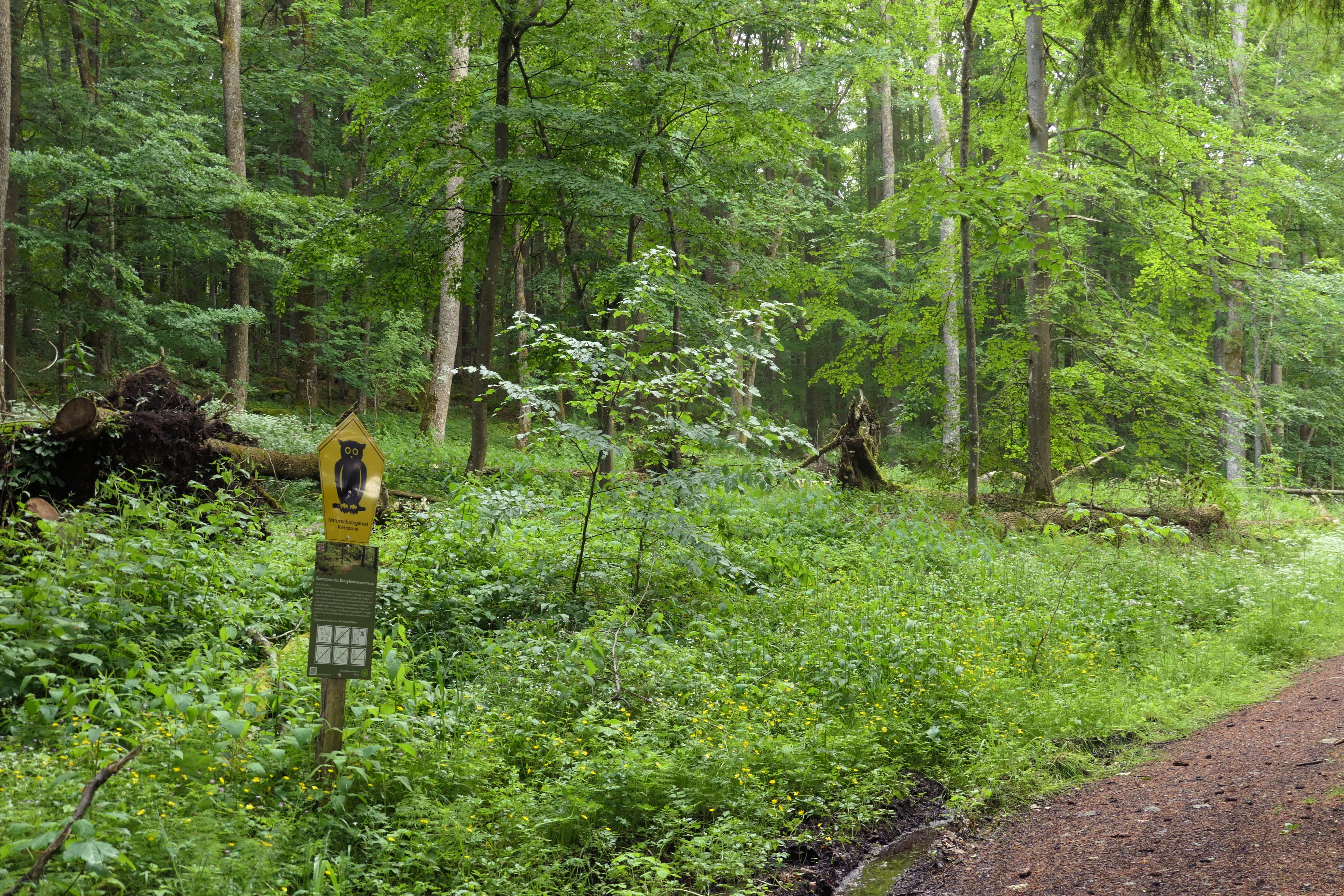
Kernzone des Biosphärenreservates
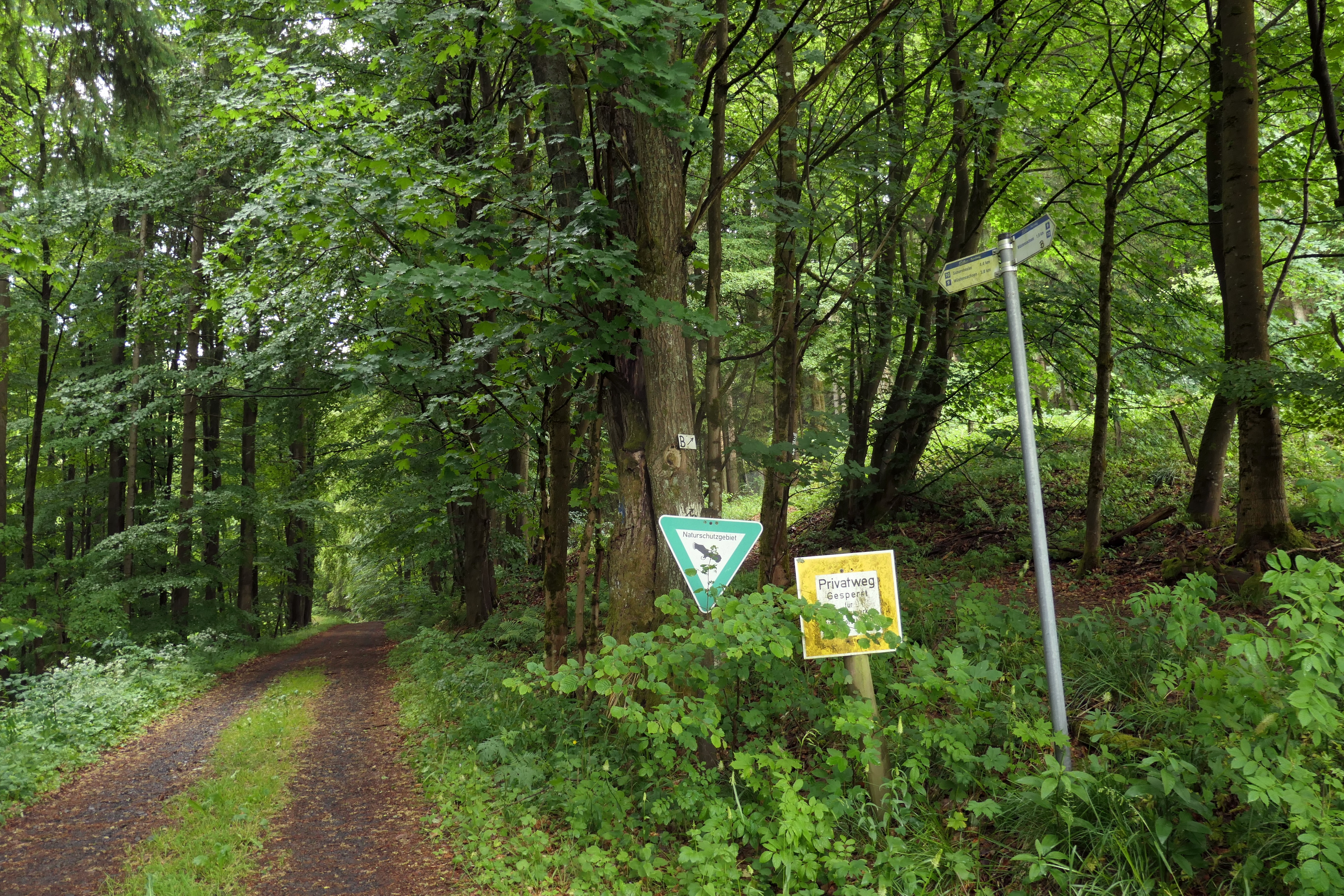
Nordrand des Naturschutzgebietes

In der Umgebung liegen diese Naturschutzgebiete (NSG):
- nordöstlich das etwa 137,5 ha große NSG Stirnberg bei Wüstensachsen
- südöstlich das etwa 31,6 ha große NSG Kesselrain
- östlich, südöstlich und südlich – im bayerischen Landkreis Rhön-Grabfeld – das etwa 3292 ha große NSG Lange Rhön